# 阿默尼
阿默尼（法語：Ameugny，法語發音：[amœɲi]）是法国索恩-卢瓦尔省的一个市镇，属于马孔区。

## 地理
阿默尼（46°31'33"N, 4°40'41"E）面积6.47 平方千米，位于法国勃艮第-弗朗什-孔泰大區索恩-卢瓦尔省，该省份为法国中部省份，北起顺时针与科多尔省、汝拉省、安省、罗讷省、卢瓦尔省、阿列省和涅夫勒省接壤。
与阿默尼接壤的市镇（或旧市镇、城区）包括：布赖、科尔马坦、弗拉日、泰泽。

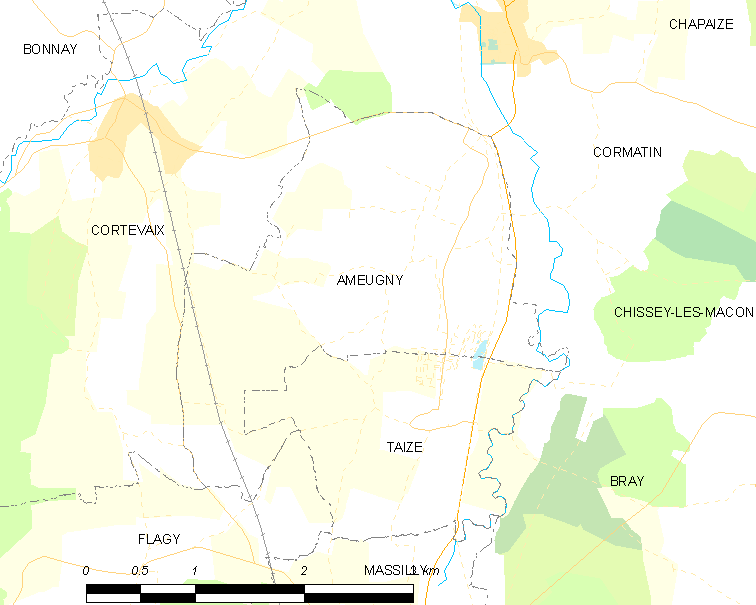
阿默尼的OSM定位图

阿默尼的时区为UTC+01:00、UTC+02:00（夏令时）。

## 行政
阿默尼的邮政编码为71460，INSEE市镇编码为71007。

## 政治
阿默尼所属的省级选区为克吕尼县。

## 人口

1962-2008年间阿默尼人口变化图示

阿默尼于2022年1月1日时的人口数量为168人。